# ألعاب الفيديو في النرويج
بلغت القيمة الإجمالية لصناعة الألعاب النرويجية 328 مليون دولار أمريكي في عام 2018. تمكنت صناعة الألعاب النرويجية من إدارة مبيعات بقيمة 42 مليون دولار (330 مليون كرونة نرويجية) في عام 2014. اعتباراً من عام 2015, هناك 140 شركة في القطاع بأكمله يعمل بها 565 شخصاً.
في عام 2020, استحوذت تينسنت, إحدى أكبر شركات ألعاب الفيديو والألعاب عبر الإنترنت في العالم, على شركة تطوير ألعاب الفيديو النرويجية فنكوم مقابل 148 مليون دولار.